# Éric Rouleau
Pour les articles homonymes, voir Raffoul et Rouleau.
Éric Rouleau, né Élie Raffoul le 1er juillet 1926 au Caire, et mort le 25 février 2015 à Saint-Quentin-la-Poterie, est un journaliste, écrivain, et diplomate français.

## Biographie

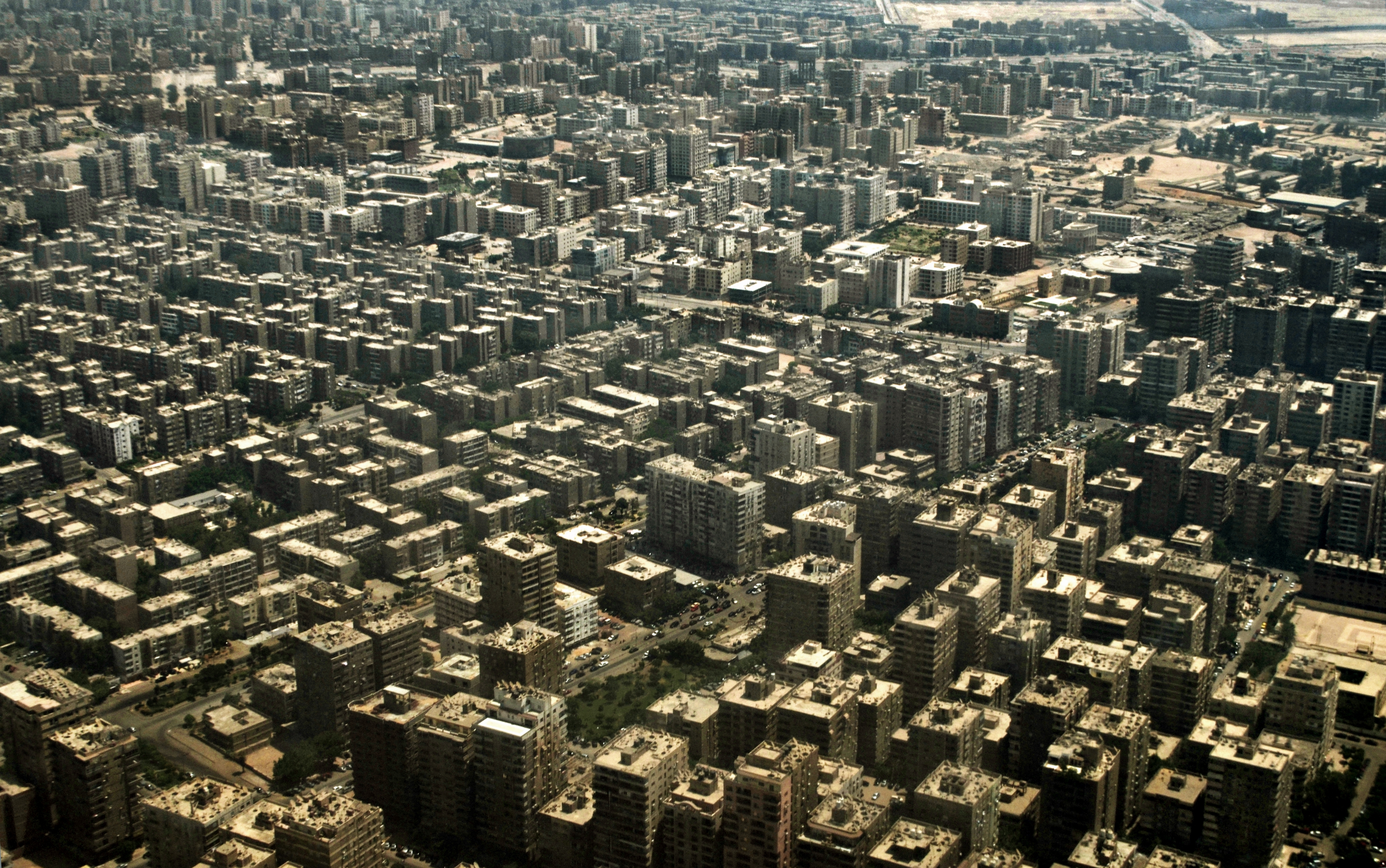
Vue aérienne d'Heliopolis.

Elie Raffoul naît dans une famille juive francophone à Heliopolis, une banlieue du Caire dans ce pays occupé à l'époque par la puissance coloniale britannique depuis 1882.
Son père, né à Alep, élevé dans les écoles de l'Alliance israélite universelle (AIU) et de la République, partisan de l'intégration des Juifs et de la laïcité, farouche dreyfusard, est un amoureux de la littérature française et de la France, pays de la liberté et de la justice - une passion partagée par de nombreux Juifs francophones en Egypte ; il s'effondre en larmes à l'annonce de la capitulation de la France, le 10 juin 1940. C'est un juif peu observant mais qui respecte les grandes fêtes du judaïsme. Tous les cinq ans, il emmène sa famille pour de longues vacances au Liban et passe quelques jours à Tel Aviv où vit son frère.

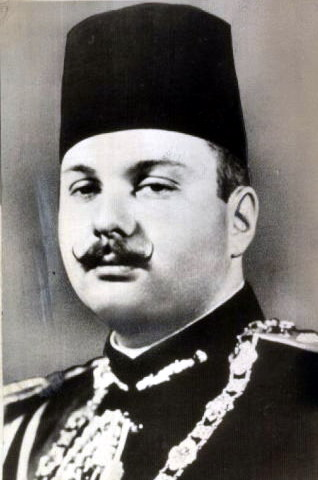
Le roi Farouk d'Égypte en 1948.

A l'adolescence, Elie décide de devenir rabbin et étudie les textes sacrés dans des cours du soir d'une synagogue mais un peu plus tard, perd la foi et devient athée. Il fréquente pendant une année le mouvement sioniste d'extrême gauche de l'Hashomer Hatzaïr (La Jeune garde) où l'on pratique des sports, suit des cours d'histoire juive et participe à des débats.
Son père voudrait que son fils Elie entre dans une société d'assurance pour s'assurer un avenir confortable mais ce choix n'est pas le sien. A 17 ans, Éric Rouleau suit les cours de la faculté de droit de Gizeh et intègre l’Egyptian Gazette en 1943, décroche une interview du fondateur des Frères musulmans, Hassan Al-Banna. Sur son campus, il s'initie à la pensée marxiste puis participe aux réunions et manifestations du Comité national des ouvriers et des étudiants.
En 1952, contraint, il émigre en France et entre à l'AFP, puis en 1955 au Monde. Gamal Abdel Nasser lui offre une grande interview en 1963, dans laquelle il annonce la libération progressive des détenus communistes. Cet entretien lui assure un grand prestige auprès des dirigeants de la région. Il couvre aussi pendant plusieurs années au Monde la Révolution iranienne.
A l'âge adulte, il se marie avec Rosy et à la fin des années 1960, retourne avec elle à Heliopolis pour trouver dans sa maison natale, une famille de réfugiés palestiniens avec lesquels il restera ami.

Durant ses années de journalisme, Éric Rouleau voyage aux quatre coins du monde et particulièrement du Moyen-Orient. Il interviewe les personnages les plus marquants de l'histoire : le roi Hussein de Jordanie, David Ben Gourion, Moshé Dayan, Golda Meir, Saddam Hussein, Yasser Arafat , Mouammar Kadhafi, l'ayatollah Khomeini, Yizhak Rabin, Shimon Peres, Hafez el-Assad, etc.. Souvent, ces responsables politiques au sein d'un conflit lui demandent de jouer les intermédiaires entre eux, transmettre des messages ou des propositions, à la manière d'un diplomate arabophone. Des Juifs le désignent comme un traitre ayant la « haine de soi ». A son travail, il supervise dans les années 1960-1970 toutes les analyses de politique internationale qui paraissent au Monde, rubriques suivies par toutes les chancelleries.
Fort apprécié de François Mitterrand, il est chargé par celui-ci en 1984 d'une mission diplomatique informelle auprès du président libyen Kadhafi en vue de négocier le retrait des troupes libyennes installées au Tchad.
Sa mission ayant été couronnée de succès, il est ensuite nommé ambassadeur de France en Tunisie de 1985 à 1986, poste important puisque c'est alors le siège de l'OLP et le lieu de résidence de Yasser Arafat. Juste avant les élections législatives de 1986, il est envoyé en mission confidentielle à Téhéran pour y négocier -sans succès- la libération des otages français au Liban. Par un télégramme secret, Éric Rouleau attribue l'échec de sa mission à des surenchères émises par un émissaire de l'opposition d'alors, à en croire ce que lui a exposé Mohammed Sadegh, conseiller spécial du ministre des Gardiens de la Révolution.

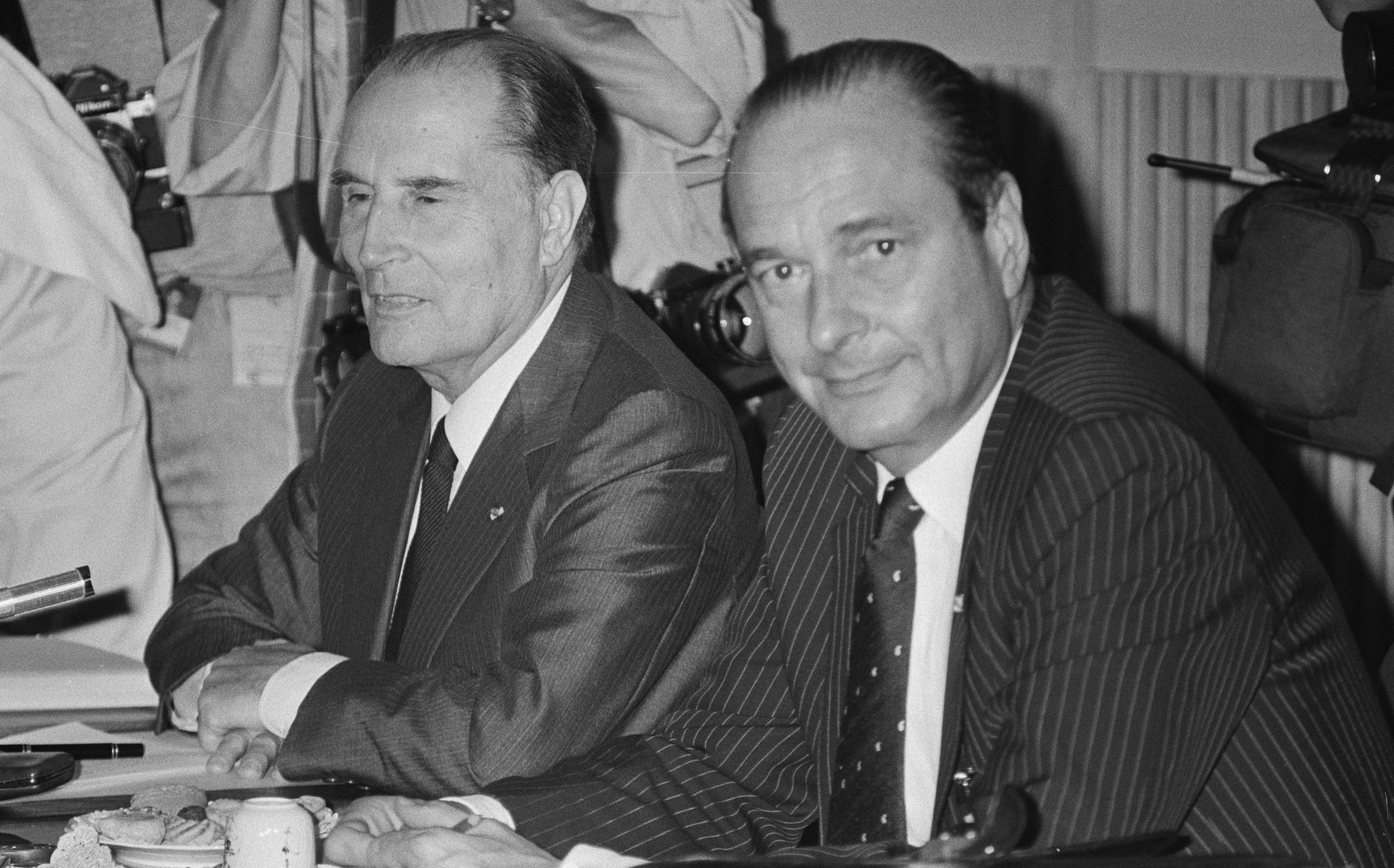
François Mitterrand et Jacques Chirac, en 1986.

Après le retour au pouvoir d'une majorité RPR-UDF, la carrière d'Éric Rouleau va faire l'objet d'un des premiers incidents feutrés de la « cohabitation » entre le président Mitterrand et son nouveau Premier ministre Jacques Chirac. Alors que ce dernier a demandé au Président de la République le remplacement de l'ambassadeur à Tunis, François Mitterrand refuse le 20 mai 1986 d'accorder sa signature tant qu'une nouvelle affectation digne des services qu'il a rendus n'a pas été proposée à Éric Rouleau. Jacques Chirac répond à ce refus par une provocation : alors qu'il est attendu à Tunis pour une visite de travail le 24 mai, il fait savoir à l'ambassadeur qu'il désire ne pas le rencontrer lors de cette visite. De nouvelles négociations s'engagent alors en urgence entre l'Élysée, Matignon et le quai d'Orsay qui aboutissent à un compromis de dernière minute : Éric Rouleau sera absent de Tunisie lors de la visite du Premier ministre, et quelques jours plus tard, il sera nommé « ambassadeur itinérant ». Chirac en veut à Rouleau car celui-ci a rédigé le 14 mars 1986 à Téhéran un télégramme diplomatique faisant état, selon les autorités iraniennes, de surenchères d'émissaires du RPR pour reporter la libération des otages français au Liban au lendemain des élections législatives. Ce télégramme est révélé par le quotidien de gauche Le Matin le 20 janvier 1987, déclenchant une polémique quant aux responsabilités de Jacques Chirac, qui opposera un démenti formel aux accusations rapportées à son égard.
Éric Rouleau sera ensuite nommé ambassadeur en Turquie de 1988 à 1991.
Plutôt pro-palestinien et désirant la résolution du conflit israélo-palestinien, il est membre du comité de parrainage du Tribunal Russell sur la Palestine dont les travaux ont commencé le 4 mars 2009.
Il est également l'une des grandes signatures du mensuel Le Monde diplomatique.
Dans un autre registre, on remarque son interprétation cinématographique en 1975, créditée au générique, du film de Costa-Gavras, Section spéciale, d'un des prévenus, Bernard Friedmann. Son fils, François, a, lui, interprété le rôle de Romain Gary enfant dans La Promesse de l'aube (1970) de Jules Dassin.
Il meurt à Saint-Quentin-la-Poterie près d'Uzès le 25 février 2015,.

## Œuvres d'Éric Rouleau
- E. Rouleau, J.-F. Held, J. et S. Lacouture, Israël et les Arabes : le 3ᵉ combat. Paris : Éditions du Seuil, coll. « L'Histoire immédiate », 1967, 187 p.
- E. Rouleau, Les Palestiniens. D'une guerre à l'autre. Paris : Éd. La Découverte/Le Monde, 1984, 228 p.  (ISBN 2-7071-1474-X).
- Abou Iyad, Palestinien sans patrie : entretiens avec Éric Rouleau, Paris, éd. Fayolle, coll. « Voix arabes », 1978, 361 p., 22 cm (ISBN 2-86221-034-X, BNF 34618475). Les entretiens enregistrés avec Abou Iyad sont conservés au sein du secteur Archives de la recherche - Phonothèque de la MMSH (Aix-en-Provence) : http://calames.abes.fr/pub/ms/Calames-202402151559326062.
- Les archives personnelles d'Éric Rouleau (571 boites d'archives) sont conservées au sein du secteur Archives de la recherche - Phonothèque de la MMSH (Aix-en-Provence) et consultables sur place.
- Éric Rouleau (préf. Alain Gresh), Dans les coulisses du Proche-Orient : mémoires d'un journaliste diplomate, 1952-2012, Paris, éd. Fayard, 2012, 433 p., 24 cm (ISBN 978-2-213-67143-7, BNF 42782400, lire en ligne). Analyse par J.-P. Filiu dans « Entregent et agilité polyglotte »[14].